# Douglas C-74 Globemaster
O Douglas C-74 Globemaster foi um avião de transporte pesado americano, produzido pela Douglas Aircraft Company. A aeronave foi desenvolvida após o ataque japonês à Pearl Harbor. As longas distâncias do Atlântico e, especialmente, do Pacífico, para as áreas de combate indicaram a necessidade de uma aeronave de transporte pesado transoceânica. A Douglas respondeu a essa requisição em 1942 com uma grande aeronave de transporte quadrimotora. Problemas com o desenvolvimento e modificações na produção causaram que o primeiro voo da aeronave fosse realizado em 5 de setembro de 1945, e limitando a produção da aeronave em somente 14 unidades, quando a produção foi encerrada após o dia V-J.
Apesar de não ter sido produzido em grandes números, o C-74 supriu a necessidade de transporte pesado de longa distância dos Estados Unidos, em que capacidade o subsequente Douglas C-124 Globemaster II foi usado pela força aérea por muitos anos.

## Operadores
- Estados Unidos
  - Força Aérea dos Estados Unidos;[2]

## Especificações (C-74)
Fonte: McDonnell Douglas Aircraft since 1920  e Jane's all the World's Aircraft 1949-50;
Características Gerais
- Tripulantes: 13
- Capacidade: 125 passageiros, ou 115 macas, ou 21.840 kg (48.150 lb) de carga útil;
- Comprimento: 37.83 m (124 ft 1.5 in);
- Envergadura: 52.81 m (173 ft 3 in);
- Altura: 13.34 m (43 ft 9 in);
- Área Alar: 233 m2 (2,510 sq ft);
- Peso Vazio: 39,087 kg (86,172 lb);
- Peso Carregado: 69,911 kg (154,128 lb);
- Peso Máximo de Decolagem (MTOW): 78,018 kg (172,000 lb);
- Capacidade de Combustível: 42.000 L (11,000 US gal; 9,200 imp gal) em seis tanques integrais centrais;
- Motor: 4x motores radiais Pratt & Whitney R-4360-69 Wasp Major, 28-cil, refrigerado a ar, com 3,250 hp (2,420 kW) cada;
- Hélices: Curtiss Electric ou Hamilton Standard, quatro pás, totalmente embandeirável, passo reversível, velocidade constante;

Desempenho
- Velocidade Máxima: 528 km/h (328 mph, 285 kn) a 3.000 m (10,000 ft);
- Velocidade de Cruzeiro: 341 km/h (212 mph, 184 kn);
- Alcance: 5,500 km (3.400 mi, 3,000 nmi);
- Alcance de Traslado: 11,670 km (7,250 mi, 6,300 nmi)
- Teto de Serviço: 6,500 m (21,300 ft)
- Razão de Subida: 13.23 m/s (2,605 ft/min)
- Carga Alar: 300 kg/m2 (61.4 lb/sq ft)
- Relação peso-potência: 0.138 kW/kg (0.084 hp/lb)